# Виишоара (Валча)
Виишоара (рум. Viișoara) насеље је у Румунији у округу Валча у општини Франчешти-Манастирени. Oпштина се налази на надморској висини од 257 m.

## Становништво
Према подацима из 2002. године у насељу је живело 307 становника, од којих су сви румунске националности.